# Pedro Afonso (Tocantins)
Pedro Afonso is een gemeente in de Braziliaanse deelstaat Tocantins. De gemeente telt 10.758 inwoners (schatting 2009).